# Dobrá Voda u Pacova
Dobrá Voda u Pacova – gmina w Czechach, w powiecie Pelhřimov, w kraju Wysoczyna. Według danych z dnia 1 stycznia 2014 liczyła 93 mieszkańców.